# The Return of Bruno (album)
The Return of Bruno är ett musikalbum från 1987 av Bruce Willis. Skivan är producerad av Robert Kraft och utgiven på skivbolaget Motown. Samtliga låtar var med i filmen med samma namn. Singeln "Respect Yourself" blev en hit.

## Låtlista
1. "Comin' Right Up" (Brock Walsh) - 3:30
2. "Respect Yourself" (Luther Ingram/Mack Rice) - 3:53
3. "Down in Hollywood" (Ry Cooder/Tim Drummond) - 5:20
4. "Young Blood" (Jerry Leiber/Doc Pomus/Mike Stoller) - 4:08
5. "Under the Boardwalk" (Arthur Resnick/Kenny Young) - 3:03
6. "Secret Agent Man/James Bond Is Back" (Steve Barri/P.F. Sloan/John Barry) - 4:48
7. "Jackpot (Bruno's Bop)" (Robert Kraft/Bruce Willis) - 4:12
8. "Fun Time" (Allen Toussaint) - 3:38
9. "Lose Myself" (Larry John/Jon Lind/Larry John McNally) - 3:56
10. "Flirting with Disaster" (Jeff Lorber/Brock Walsh) - 4:33